# Grande Chaux de Naye
Grande Chaux de Naye är en bergstopp i Schweiz. Den ligger i distriktet Riviera-Pays-d'Enhaut och kantonen Vaud, i den sydvästra delen av landet, 70 km sydväst om huvudstaden Bern. Toppen på Grande Chaux de Naye är 1 982 meter över havet.